# Mipam Chökyi Wangchug
(Mipham) Chökyi Wangchug (1584-1630) was een Tibetaans tulku. Hij was de zesde shamarpa, een van de invloedrijkste geestelijk leiders van de karma kagyütraditie in het Tibetaans boeddhisme en van de kagyütraditie in het algemeen.